# Eleição municipal de Araucária em 2008
A eleição municipal de Araucária de 2008 ocorreu no dia 5 de outubro, junto do primeiro turno de todos os municípios brasileiros. Naquele dia, os eleitores escolheram os prefeitos que administrariam tais cidades a partir de 1º de janeiro de 2009 e cujos sucessores seriam eleitos em 2012, e em Araucária foram cerca de 72 mil eleitores. Essa foi a segunda eleição realizada no mandato de Lula como presidente. Os eleitores araucarienses puderam escolher entre apenas três candidatos a prefeito, além de diversos a vereador.

## Resultados

### Eleição para prefeito
Conforme dados do TSE, foram computados 72.334 votantes, sendo 68.737 válidos, 1.281 brancos e 2.316 nulos. De princípio, Albanor Zezé foi impugnado novamente pelo mesmo motivo da eleição anterior, o que resultou mais de 75% para Olizandro, porém Zezé entrou na justiça e conseguiu o direito de ter seus votos válidos, onde vence a eleição. O resultado completo da eleição para prefeito é:
| Candidato(a)              | Vice                  | Coligação                                                          | Votos recebidos | Percentual |
| ------------------------- | --------------------- | ------------------------------------------------------------------ | --------------- | ---------- |
| Albanor Zezé (PSDB)       | Isac Fialla (PSDB)    | Araucária para Todos (PSDB/PDT/PSC/PCB/PSDC/PTC/PSB/PTdoB)         | 31.201          | 45,39%     |
| Olizandro Ferreira (PMDB) | Irineu Cantador (PTB) | Araucária na Frente (PMDB/PTB/PT/PMN/PPS/PP/PRTB/PTN/PR/PCdoB/PSL) | 28.290          | 41,15%     |
| Rosane Ferreira (PV)      | Luís Coimbra (DEM)    | Para Valer a Pena (PV/DEM)                                         | 9.246           | 13,46%     |

### Eleição para vereador
Ao todo foram eleitos 11 parlamentares, tendo influência do quociente eleitoral para decidir as vagas na Câmara Municipal. Os eleitos na ocasião são:
| Candidato(a)                    | Partido | Votos | Percentual |
| ------------------------------- | ------- | ----- | ---------- |
| Alan Henning                    | PMDB    | 3.016 | 4,37%      |
| Pedro Ferreira de Lima          | PMDB    | 2.782 | 4,03%      |
| Adriana Cocci de Moraes         | PTN     | 2.409 | 3,49%      |
| Francisco Carlos Cabrini        | PP      | 2.337 | 3,44%      |
| Esmael Padilha                  | PSL     | 2.292 | 3,32%      |
| Ismael Cantador                 | PFL     | 1.996 | 2,89%      |
| Rui Sérgio Alves de Souza       | PT      | 2.027 | 2,94%      |
| Alex Luiz Nogueira              | PSDB    | 1.861 | 2,70%      |
| Wilson Roberto David Mota       | PPS     | 1.798 | 2,60       |
| Pedrinho Nogueira               | PTN     | 1.777 | 2,57%      |
| Clodoaldo Nepomuceno Pinto Jr.* | PDT     | 1.518 | 2,20%      |

- Vereadores com '*' foram eleitos pelo quociente eleitoral.